# Dálnice A1 (Chorvatsko)

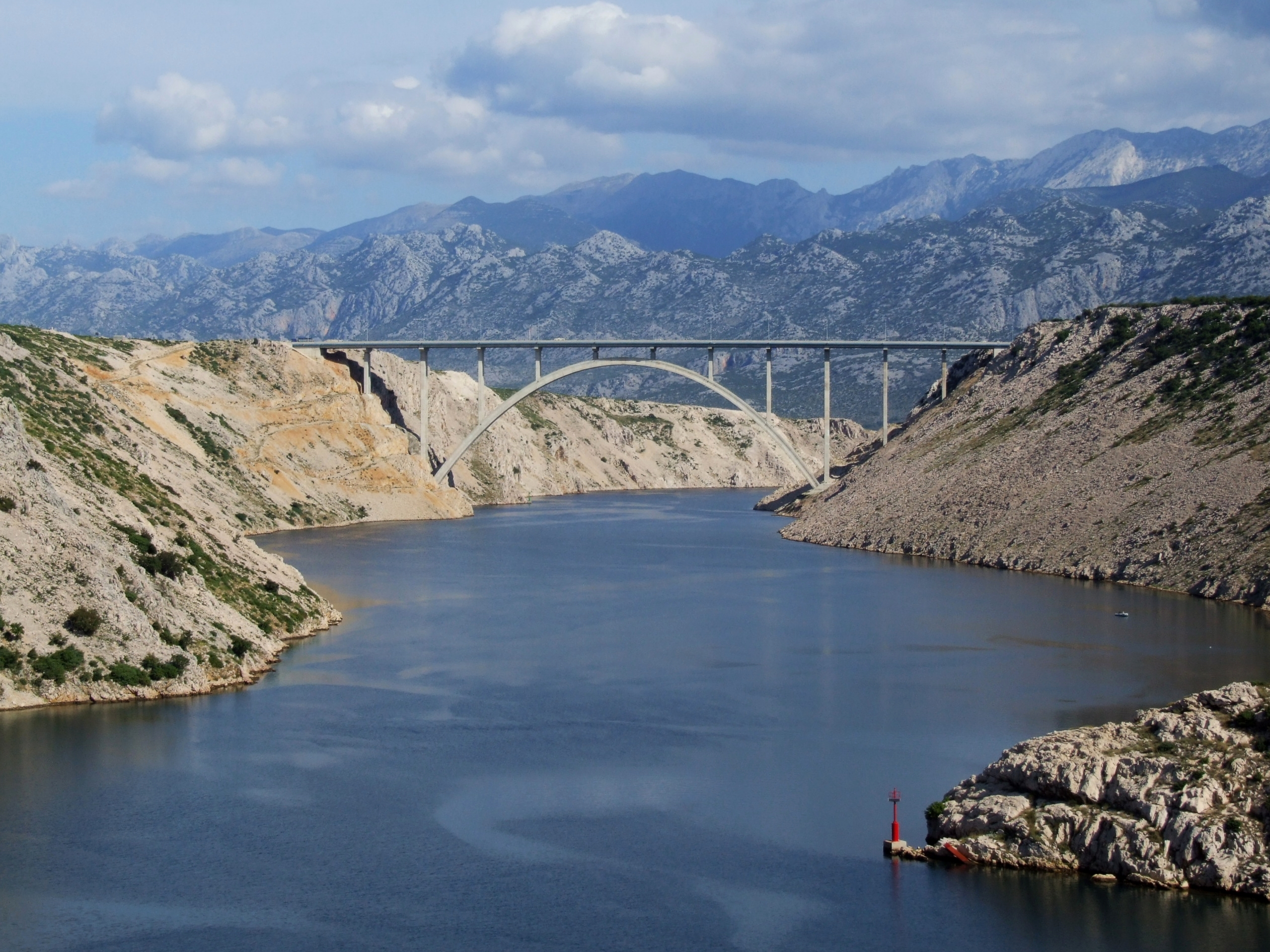
Most Maslenica

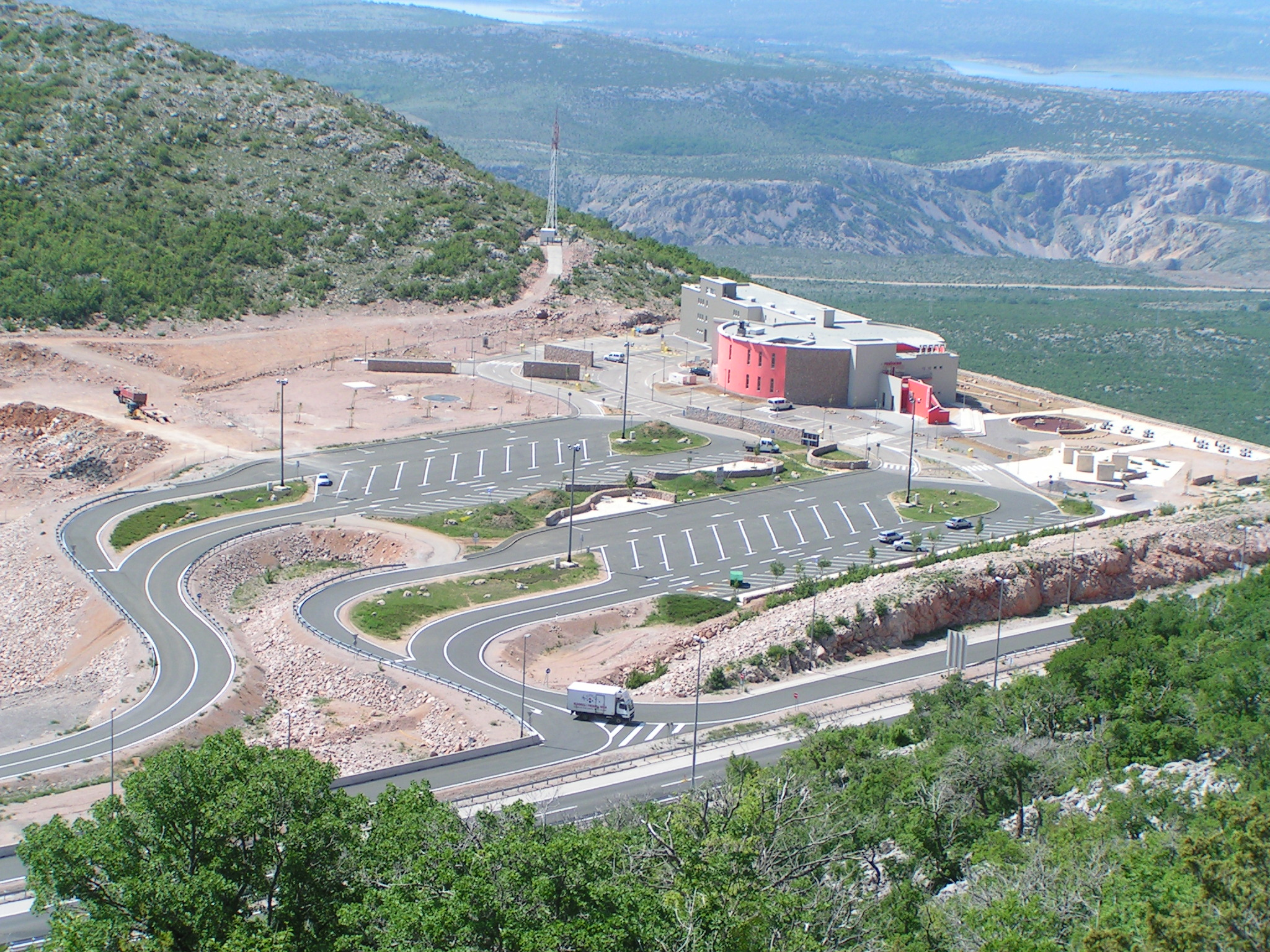
Odpočívka Maruna

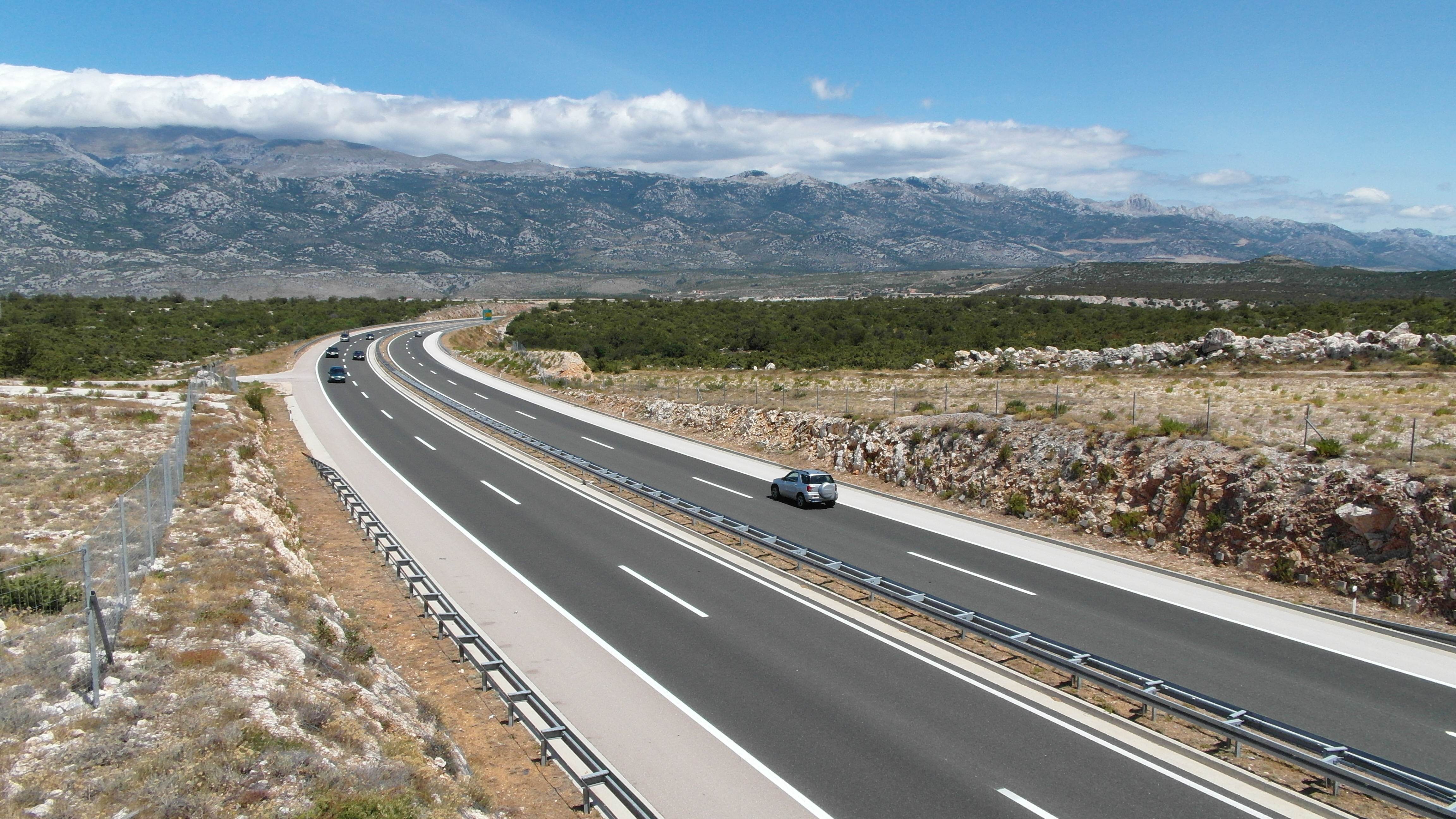
A1

Dálnice A1 (chorvatsky Autocesta A1, hovorově Dalmatina, Croatica, Jadranska autocesta, Autocesta Zagreb – Split – Dubrovnik, dříve i Autocesta Kralja Tomislava) je nejdelší, nejvýznamnější a během letní sezóny i nejvytíženější chorvatská silnice. Spojuje hlavní město Záhřeb s druhým největším městem země Splitem, které je zároveň metropolí Dalmácie a jedním z nejvyhledávanějších letních turistických lokalit, v budoucnosti má dálnice dosáhnout až do Dubrovníku. Dálnice představuje důležitý severojižní dopravní koridor Chorvatska a je významnou součástí Jadersko-Jónské dálnice, která v budoucnu propojí letoviska na pobřeží Jaderského a Jónského moře od Terstu až po jih Peloponéského poloostrova. Spojuje mnohá významná chorvatská města a rovněž zajišťuje přístup do několika národních i přírodních parků, památek světového kulturního dědictví a do podstatné části přímořských letovisek. Po její trase vedou dvě evropské silnice: E65 v úseku Záhřeb – Bosiljevo a Žuta Lokva – Vrgorac a E71 v úseku Záhřeb – Dugopolje (Split).
Z celkové plánované délky 550 km je k roku 2021 v provozu 483 km mezi Záhřebem a obcí Karamatići (blízko města Ploče v Dubrovnicko-neretvanské župě), přičemž dálnice spojuje města Karlovac, Gospić, Zadar, Šibenik, Split, Makarska a Ploče. Dálnice vede také několika tunely – Mala Kapela (5761 metrů dlouhý), Sveti Rok (5759 m) (ten prochází hranicí mezi dvěma klimatickými zónami, a to středomořskou a vnitrozemskou evropskou) a pak ještě na dvě desítky menších. Nedaleko Karlovace vede dálnice těsně u hranice se Slovinskem, dále na jih prochází krajinou Plitvických jezer a Národního parku Krka, ve své jižní části se téměř dotýká bosenských hranic.
Na provozovaném úseku dálnice mezi Záhřebem a Karamatići je postaveno celkem 376 objektů – mostů, tunelů, nadjezdů, podjezdů, apod. – které představují okolo 20 % délky tohoto úseku dálnice.
Dálnice je po celé své délce zpoplatněna, přičemž mýtné se vybírá v mýtnicích, které se nacházejí na každém výjezdu. Průměrná cena za kilometr je asi 0,47 chorvatské kuny. Úsek dálnice ze Záhřebu po křižovatku Bosiljevo spravuje společnost Autocesta Rijeka-Zagreb (ARZ) a zbytek Hrvatske autoceste (HAC).

## Charakteristika
Dálnice A1 je hlavní severojižní spojnicí v Chorvatsku, která spojuje hlavní město Záhřeb s regionem Dalmácie, kde kopíruje tzv. jadranskou magistrálu, která spojuje všechna významná přímořská letoviska. Dálnice také představuje obrovský přínos pro chorvatskou ekonomiku a podporuje především rozvoj cestovního ruchu, což se odrazilo i na rychlejším rozvoji původně zaostalejších regionů v jižní části země.
Komunikace sestává ze čtyř jízdních pruhů, které jsou směrově rozděleny středovým dělicím pásem na dva jízdní pruhy doplněné o krajnici. Výjimkou je jen viadukt Drežnik, který byl sice vybudován ve čtyřech jízdních pruzích ale bez krajnic.
Dálnici spojuje s okolními komunikacemi 34 mimoúrovňových křižovatek (stav k prosinci 2021), převážná většina z nich je trubkovitého tvaru. Výjimkou je křižovatka Lučko u Záhřebu, která je hvězdicová. Číslování výjezdů a křižovatek je sekvenční, tedy podle pořadí. Součástí vybavení dálnice je množství odpočívadel, kde je provozovaná široká škála služeb – od parkovišť se sociálními zařízeními až po velké motely s čerpacími stanicemi, či restauracemi.
A1 je po celé délce vybavena automatickým monitorovacím systémem, především na místech s proměnlivou hustotou dopravy, s vysokým rizikem nehod, ale i na místech s nepředvídatelným počasím. Systém zahrnuje i proměnlivé dopravní značení, pomocí kterého správa dálnice upravuje maximální povolenou rychlost vzhledem k dopravní a povětrnostní situaci.

## Historie
Myšlenka spojit dálnicí dvě největší chorvatská města – Záhřeb a Split vznikla ještě koncem 60. let 20. století. Tehdy se však uvažovalo o trase údolím řeky Uny přes města Bihać a Knin, tedy i přes území Bosny a Hecegoviny a z velké části odlišně od současné trasy (oproti současné byla trasa o 80 km kratší). V roce 1971 byly dokonce schváleny projekty na výstavbu prvních dvaceti kilometrů, avšak těsně před podpisem smluv se banka, která měla poskytnout úvěr, dostala do finančních potíží. V roce 1971 dokonce společnost Dalmacija Film natočila o přípravných pracích na nové dálnici krátký čtrnáctiminutový propagační film s názvem Autoput Zagreb – Split. Po finančním uzdravení banky byly však připravené peníze využity na přestavbu cesty Vrlika – Knin – Strmica.
Výstavba dnešní A1 však přece jen začala již v roce 1970 a to nezávisle na projektu dálnice Záhřeb – Split. Šlo o 39 kilometrů dlouhý úsek Záhřeb – Karlovac, který byl součástí jihoslovanské magistrály 11 na trase Záhřeb – Rijeka. To však bylo na dlouhé roky vše, protože prioritou byla takzvaná Dálnice Bratrství a jednoty, jejíž součástí je dnešní chorvatská dálnice A3. Začátkem 90. let, po osamostatnění Chorvatska, se začalo opětovně uvažovat o výstavbě dálnice v současné trase. Napomohla tomu i válka v Jugoslávii. Podle technických studií z roku 1986 se začal v roce 1993 urychleně budovat most Maslenica, který byl náhradou za původní most, zničený během války. Také oficiálně začala výstavba tunelu Sveti Rok, ale kvůli pozicím srbských jednotek první práce na úpravě terénu začaly až po zániku státního útvaru Republika Srbská Krajina a odsunu jednotek v roce 1995. Samotná ražba začala až v roce 1997.
Výstavba samotné dálnice A1 začala v roce 1999, v roce 2001 byl do provozu uveden úsek Karlovac – Vukova Gorica. Výstavba dálnice do Splitu následně nabrala rychlé tempo a v roce 2003 stavaři odevzdali do užívání úsek Vukova Gorica – Tunel Mala Kapela a Gornja Ploča – Zadar. Následující rok byl dobudován chybějící úsek Tunel Mala Kapela – Gornja Ploča a byly otevřeny i další dva úseky Zadar – Pirovac a Vrpolje – Dugopolje. 26. června 2005 byla trasa Záhřeb – Split dokončena otevřením tunelu Mala Kapela a úseku Pirovac – Vrpolje.
Výstavba dálnice pokračovala dál s cílem dosáhnout města Dubrovník a spojit tak Chorvatsko s jižní částí Dubrovnicko-neretvanské župy, která je od zbytku země oddělena úzkým pobřežním pásem Bosny a Hercegoviny. 27. června 2007 byl otevřen úsek Dugopolje – Šestanovac, kterým se obchází problémový úsek Jadranské magistrály ve městě Omiš. 22. prosince 2008 byl otevřen úsek Šestanovac – Ravča. Dalším otevřeným úsekem je úsek Ravča – Vrgorac, který je v provozu od 30. června 2011, čímž celková délka vzrostla na 467,5 km. Od prosince 2013 je dálnice prodloužena o dalších 16 km až k obci Karamatići a dosahuje délky 483 km.
| Roky výstavby | Úsek                               | Délka                      | Datum otevření             | Celková délka |
| 1970 – 1972   | Záhřeb – Karlovac                  | 39,28 km                   | 1972                       | 39,28 km      |
| 1999 – 2001   | Karlovac – Vukova Gorica           | 18,16 km                   | 2001                       | 57,44 km      |
|               | Celkem za roky 1972 – 2001         | Celkem za roky 1972 – 2001 | Celkem za roky 1972 – 2001 | 57.44 km      |
| 2001 – 2003   | Vukova Gorica – Bosiljevo 2        | 7,81 km                    | 26.06.2003                 | 65,25 km      |
| 2001 – 2003   | Bosiljevo 2 – Tunel Mala Kapela    | 39,289 km                  | 30.06.2003                 | 104.539 km    |
| 20011 – 2003  | Gornja Ploča – Zadar 2             | 54,422 km                  | 30.06.2003                 | 158.961 km    |
|               | Celkem za roky 2002 – 2003         | Celkem za roky 2002 – 2003 | Celkem za roky 2002 – 2003 | 101,521 km    |
| 2002 – 2004   | Tunel Mala Kapela – Gornja Ploča   | 100,873 km                 | 15. – 24.07.2004           | 259,834 km    |
| 2002 – 2004   | Zadar 2 – Pirovac                  | 37,01 km                   | 30.06.2004                 | 296,844 km    |
| 2002 – 2004   | Vrpolje – Dugopolje                | 44,743 km                  | 30.06.2004                 | 341,587 km    |
| 2001 – 2005   | Tunel Mala Kapela                  | 5,25 km                    | 26.06.2005                 | 346,837 km    |
| 2002 – 2005   | Pirovac – Vrpolje                  | 33,511 km                  | 26.06.2005                 | 380,348 km    |
|               | Celkem za roky 2004 – 2005         | Celkem za roky 2004 – 2005 | Celkem za roky 2004 – 2005 | 221,387 km    |
| 2005 – 2007   | Dugopolje – Šestanovac             | 36,872 km                  | 27.06.2007                 | 417,22 km     |
|               | Celkem za roky 2006 – 2007         | Celkem za roky 2006 – 2007 | Celkem za roky 2006 – 2007 | 36,872 km     |
| 2006 – 2008   | Šestanovac – Ravča                 | 40,27 km                   | 22.12.2008                 | 457,49 km     |
| 2007 – 2011   | Ravča – Vrgorac                    | 10,01 km                   | 30.06.2011                 | 467,5 km      |
| 2007 – 2013   | Vrgorac – Mali Prolog - Karamatići | 16,10 km                   | 20.12.2013                 | 483,5 km      |
|               | Celkem za roky 2008 – 2013         | Celkem za roky 2008 – 2013 | Celkem za roky 2008 – 2013 | 66,38 km      |

1 – Tunel Sveti Rok a most Maslenica již od roku 1993

## Budoucnost
Dálnice by měla pokračovat dále až k Dubrovníku. Měla by nejprve využít část úseku značeného aktuálně jako dálnice A10 k budoucí křižovatce Metković, následovat by měly výjezd Opuzen a křižovatka Pelješac se silnicí vedoucí k Pelješackému mostu. Další úsek až k výjezdu Rudine by měl vést částečně přes území Bosny a Hecegoviny. Následovat by měla křižovatka Doli se silnicí vedoucí od Pelješackého mostu, výjezd Slano a výjezd Osojnik, z kterého by měl vést dálniční přivaděč do Dubrovníku. Dálnice by měla následně skončit na hranicích Bosny a Hecegoviny.
Úsek mezi křižovatkami Metković a Pelješac by měl mít 18,4 km a jeho stavba by měla začít v roce 2026 s dokončením v roce 2030. Jeho součástí by měl být i tříkilometrový most přes řeku Neretvu a obdobně dlouhý tunel Ježevac. Dalším aktivně připravovaným je úsek mezi výjezdy Rudine a Osojnik, který by měl mít 28,6 km a který by měl být také stavebně náročný s mnoha mosty a tunely. Budoucnost zbývajícího úseku vedoucího částečně přes  Bosnu a Herecegovinu je nejistá.

## Výjezdy a křižovatky
Všechny výjezdy a křižovatky na dálnici jsou mimoúrovňové a většina z nich je trubkovitého tvaru.
Na dálnici se k prosinci 2021 nachází 31 výjezdů a tři křižovatky. První je Lučko nedaleko Záhřebu, která spojuje A1 s dálnicí A2. Druhá se nachází nedaleko obce Bosiljeva – na A1 se tam napojuje A6, třetí na jihu státu, kde se z A1 odpojuje 9 km dlouhá A10 vedoucí na bosenské hranice. Výjezdy slouží na opuštění dálnice a následné napojení na státní resp. župní cestu. Výjimku tvoří výjezd Vučevica, který dálnici spojuje s lokální cestou 67061. Právě tento výjezd se stal terčem kritiky kvůli jeho nízkému využití. Během letní sezóny jej denně využijí řádově desítky vozidel, zatímco ostatní výjezdy až tisíce.
| Dálniční křižovatky na A1    |             |            |                                                |
| Posavska autocesta           | Dálnice A3  | Křižovatka | Křižovatka Záhřeb-Lučko (1)                    |
| Primorsko-goranska autocesta | Dálnice A6  | Křižovatka | Křižovatka Bosiljevo (6)                       |
| Brza cesta                   | ?           | Křižovatka | Křižovatka Josipdol (7a) (v přípravě)          |
| Kvarnerska autocesta         | Dálnice A7  | Křižovatka | Křižovatka Žuta Lokva (9) (v přípravě)         |
| Autocesta A10                | Dálnice A10 | Křižovatka | Křižovatka Ploče (31)                          |
| Pelješka brza cesta          | Dálnice D8  | Křižovatka | Křižovatka Slivno (Pelješac) (35) (v přípravě) |
| Pelješka brza cesta          | Dálnice D8  | Křižovatka | Křižovatka Doli (38) (v přípravě)              |

### Výjezdy
| - Exit 1 Lučko (křižovatka s A3) - Exit 1a Donja Zdenčina - Exit 2 Jastrebarsko - Exit 3 Karlovac - Exit 4 Novigrad na Dobri - Exit 5 Bosiljevo 1 - Exit 6 Bosiljevo 2 (křižovatka s A6) - Exit 7 Ogulin - Exit 8 Brinje | - Exit 9 Žuta Lokva (budoucí křižovatka s A7) - Exit 10 Otočac - Exit 11 Perušić - Exit 12 Gospić - Exit 13 Gornja Ploča - Exit 14 Sveti Rok - Exit 15 Maslenica - Exit 16 Posedarje - Exit 17 Zadar 1 | - Exit 18 Zadar 2 - Exit 19 Benkovac - Exit 20 Pirovac - Exit 21 Skradin - Exit 22 Šibenik - Exit 23 Vrpolje - Exit 24 Prgomet - Exit 24a Vučevica - Exit 25 Dugopolje, Split | - Exit 26 Bisko - Exit 27 Blato na Cetini - Exit 28 Šestanovac, Makarska - Exit 29 Zagvozd - Exit 30 Ravča - Exit 30a Vrgorac - Exit 31 Mali Prolog, Ploče (křižovatka s A10) |

## Mýto
Dálnice A1 je po celé své délce zpoplatněna. Poplatky se vybírají prostřednictvím mýta v mýtnicích, které se nacházejí na každém výjezdu. Řidič si při vjezdu na dálnici vyzvedne lístek obsahující magnetický pás, který při výjezdu z dálnice předloží. Na základě informací v magnetickém pásu je v závislosti na ceníku vypočítán poplatek za projetou trasu.
Od roku 2009 je v provozu mýtnice Demerje, která vypomáhá Lučku (největší mýtnice jihozápadně od Záhřebu) v nejkritičtějších obdobích letní sezony. Mýtnice je určena výhradně na bezhotovostní styk a jen ve směru od moře. Poplatky je možné platit prostřednictvím kreditní karty, respektive pomocí palubní jednotky ENC (z chorvatského elektronička naplata cestarine, tedy doslova elektronické placení mýta).
| Ceny mýta na vybraných trasách* | Ceny mýta na vybraných trasách* | Ceny mýta na vybraných trasách* |
| Úsek                            | Délka1                          | Poplatek                        |
| ------------------------------- | ------------------------------- | ------------------------------- |
| Záhřeb – Zadar                  | 253,9 km                        | 125 HRK*                        |
| Záhřeb – Šibenik                | 320,4 km                        | 152 HRK*                        |
| Záhřeb – Prgomet (Trogir)       | 352,4 km                        | 167 HRK*                        |
| Záhřeb – Dugopolje (Split)      | 380 km                          | 181 HRK*                        |
| Záhřeb – Šestanovac (Makarska)  | 416 km                          | 199 HRK*                        |
| Záhřeb – Vrgorac                | 464,8 km                        | 223 HRK*                        |

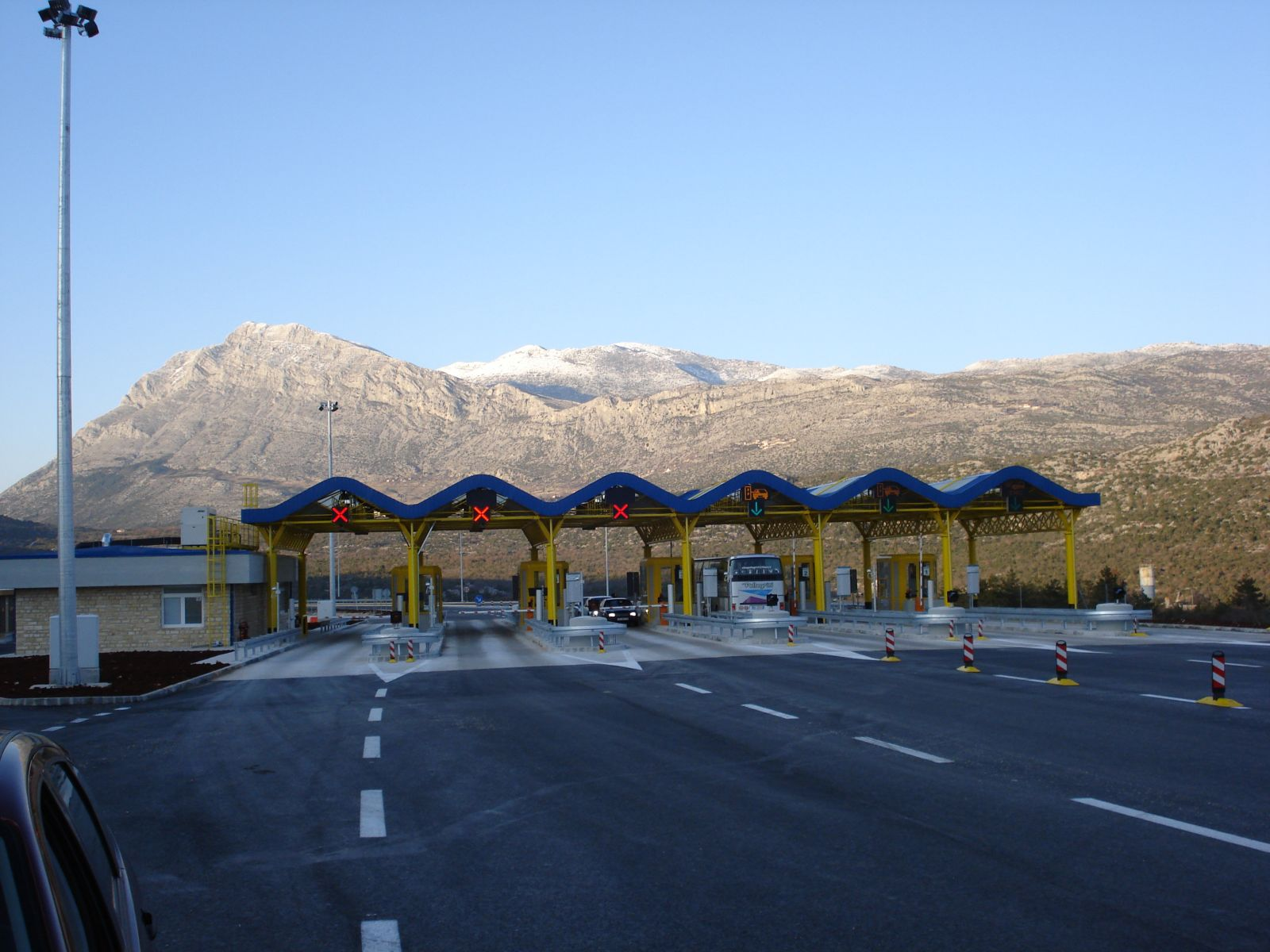
Mýtnice v Ravči

1 – vzdálenost mezi mýtnicemi se neshodují se vzdálenostmi mezi výjezdy, protože mýtnice Lučko je od křižovatky Lučko vzdálená asi kilometr
* – ceny jsou pro vozidla typu I (nižší než 1,9 m).

## Odpočívadla
Dálnice je vybavena kvalitní sítí odpočívadel různých typů. V současnosti[kdy?] je v provozu 25 obousměrných a 2 jednosměrná odpočívadla. Největší škálu služeb nabízejí odpočívadla Desinec, Draganić a Vukova Gorica, která kromě parkovacích míst, občerstvení a možnosti doplnění pohonných hmot nabízejí i informační centrum a ubytovací prostory. Mezi kvalitní odpočívadla patří například i odpočívadla Dobra, Zir, Nadin či Mosor, kde se nachází čerpací stanice i rozsáhlé plochy na parkování vozidel a oddych turistů.
Síť odpočívadel s čerpacími stanicemi je doplněna o malá odpočívadla (parkoviště s toaletami), z nichž jsou některá doplněna o občerstvovací služby. Některá z těchto odpočívadel (konkrétně Modruš, Lički Osik a Krka) dostala od organizace EuroTEST nejvyšší hodnotící známku a byla označena za velmi dobré.

## Intenzita dopravy
Doprava na A1 je nejhustší během letní sezony a to především v sobotu, kdy dochází k výměně turistických zájezdů. Nejproblémovějšími body jsou mýtnice, především Lučko u Záhřebu, v minulosti i tunely Mala Kapela a Sveti Rok, které měly původně jen jeden tubus. V roce 2009 byly problematické úseky vyřešeny otevřením druhých tubusů a rozšířením mýtnice Lučko na 15 pruhů a výstavbou nové mýtnice Demerje ve směru do Záhřebu, která slouží převážně na bezhotovostní styk.
Intenzita dopravy je na dálnici A1 vyčíslovaná pomocí údajů pocházejících z mýtnic které provozují společnosti Autocesta Zagreb-Rijeka d.d. a Hrvatske autoceste d.o.o. Z údajů jsou zřetelné rozdíly mezi celkovou intenzitou během celého roku a v průběhu letní sezony a to především v okolí center turistického ruchu.
Největší intenzita byla zaznamenána mezi křižovatkou Lučko a výjezdem 1a Donja Zdenčina, kde v roce 2020 projelo denně v průměru 38 845 vozidiel. Během letní sezony byl zaznamenán výrazný nárůst o téměř 70 procent až na 64 141 vozidiel. Výraznější snížení intenzity dopravy nastává až jižně od křižovatky Bosiljevo 2, na které se rozděluje doprava do města Rijeka (dálnice A6 na západ) a do lické oblasti a na Dalmácii (směr jih).
| Statistika intenzity dopravy v roce 2020 | Statistika intenzity dopravy v roce 2020 | Statistika intenzity dopravy v roce 2020 | Statistika intenzity dopravy v roce 2020            | Statistika intenzity dopravy v roce 2020 |
| Místo sčítání                            | Průměrná roční denní intenzita dopravy   | Průměrná letní denní intenzita dopravy   | Poznámky                                            |                                          |
| ---------------------------------------- | ---------------------------------------- | ---------------------------------------- | --------------------------------------------------- | ---------------------------------------- |
| 1919 Lučko                               | 38 845                                   | 64 141                                   | Mezi křižovatkou Lučko a výjezdem Donja Zdenčina    |                                          |
| 1931 Zdenčina                            | 38 167                                   | 64 719                                   | Mezi výjezdem Donja Zdenčina a Jastrebarsko         |                                          |
| 1920 Jastrebarsko                        | 35 576                                   | 63 019                                   | Mezi výjezdem Jastrebarsko a Karlovac               |                                          |
| 1804 Karlovac                            | 29 077                                   | 55 598                                   | Mezi výjezdem Karlovac a Novigrad                   |                                          |
| 3027 Novigrad                            | 28 380                                   | 56 206                                   | Mezi výjezdem Novigrad a Bosiljevo 1                |                                          |
| 3021 Bosiljevo 1                         | 29 143                                   | 58 744                                   | Mezi výjezdem Bosiljevo 1 a křižovatkou Bosiljevo 2 |                                          |
| 3009 Bosiljevo 2                         | 18 620                                   | 44 172                                   | Mezi křižovatkou Bosiljevo 2 a výjezdem Ogulin      |                                          |
| 3025 Ogulin                              | 17 548                                   | 42 690                                   | Mezi výjezdem Ogulin a Brinje                       |                                          |
| 4214 Brinje                              | 17 418                                   | 42 568                                   | Mezi výjezdem Brinje a Žuta Lokva                   |                                          |
| 4215 Žuta Lokva                          | 17 052                                   | 40 976                                   | Mezi výjezdem Žuta Lokva a Otočac                   |                                          |
| 4216 Otočac                              | 16 712                                   | 40 399                                   | Mezi výjezdem Otočac a Perušić                      |                                          |
| 4217 Perušić                             | 16 544                                   | 40 264                                   | Mezi výjezdem Perušić a Gospić                      |                                          |
| 4919 Gospić                              | 16 304                                   | 40 006                                   | Mezi výjezdem Gospić a Gornja Ploča                 |                                          |
| 4903 Gornja Ploča                        | 18 302                                   | 45 038                                   | Mezi výjezdem Gornja Ploča a Sveti Rok              |                                          |
| 4909 Sveti Rok                           | 18 022                                   | 44 995                                   | Mezi výjezdem Sveti Rok a Maslenica                 |                                          |
| 4805 Maslenica                           | 18 150                                   | 45 073                                   | Mezi výjezdem Maslenica a Posedarje                 |                                          |
| 4806 Posedarje                           | 17 306                                   | 42 469                                   | Mezi výjezdem Posedarje a Zadar 1                   |                                          |
| 4809 Zadar 1                             | 14 019                                   | 34 861                                   | Mezi výjezdem Zadar 1 a Zadar 2                     |                                          |
| 4921 Zadar 2                             | 14 815                                   | 34 873                                   | Mezi výjezdem Zadar 2 a Benkovac                    |                                          |
| 5313 Benkovac                            | 13 775                                   | 32 179                                   | Mezi výjezdem Benkovac a Pirovac                    |                                          |
| 5314 Pirovac                             | 12 820                                   | 29 025                                   | Mezi výjezdem Pirovac a Skradin                     |                                          |
| 5315 Skradin                             | 13 287                                   | 29 393                                   | Mezi výjezdem Skradin a Šibenik                     |                                          |
| 5316 Šibenik                             | 12 144                                   | 26 872                                   | Mezi výjezdem Šibenik a Vrpolje                     |                                          |
| 5410 Vrpolje                             | 12 232                                   | 26 824                                   | Mezi výjezdem Vrpolje a Prgomet                     |                                          |
| 5411 Prgomet                             | 10 797                                   | 23 117                                   | Mezi výjezdem Prgomet a Vučevica                    |                                          |
| 5417 Vučevica                            | 10 841                                   | 23 148                                   | Mezi výjezdem Vučevica a Dugopolje                  |                                          |
| 5517 Dugopolje                           | 11 490                                   | 22 213                                   | Mezi výjezdem Dugopolje a Bisko                     |                                          |
| 5911 Bisko                               | 9 526                                    | 19 632                                   | Mezi výjezdem Bisko a Blato na Cetini               |                                          |
| 5912 Blato na Cetini                     | 9 742                                    | 19 698                                   | Mezi výjezdem Blato na Cetini a Šestanovac          |                                          |
| 6015 Šestanovac                          | 9 307                                    | 18 614                                   | Mezi výjezdem Šestanovac a Zagvozd                  |                                          |
| 6017 Zagvozd                             | 5 970                                    | 11 773                                   | Mezi výjezdem Zagvozd a Ravča                       |                                          |
| 6021 Ravča                               | 5 890                                    | 11 741                                   | Mezi výjezdem Ravča a Vrgorac                       |                                          |
| 6028 Vrgorac                             | 5 332                                    | 10 589                                   | Mezi výjezdem Vrgorac a křižovatkou Ploče           |                                          |
| 6030 Ploče                               | 4 057                                    | 8 168                                    | Od křižovatky Ploče dále na jih                     |                                          |